# جورجي ايفانوف (لاعب كرة قدم)
جورجي ايفانوف (بالبلغارية: Георги Иванов – Геша)‏ (22 مايو 1967 بفارنا في بلغاريا - ) هو مدرب كرة قدم ولاعب كرة قدم بلغاري في مركز الدفاع.